# Tappara

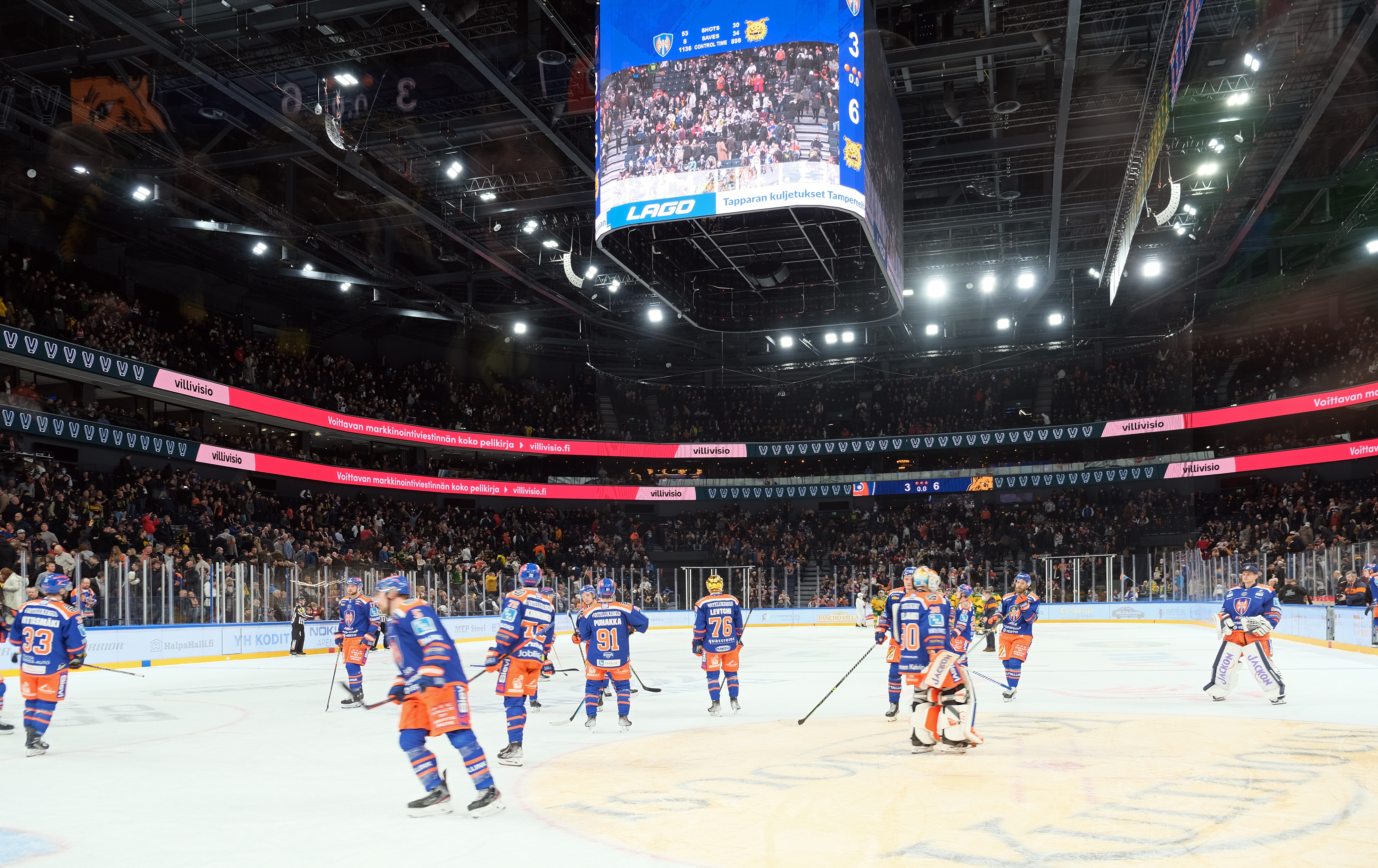
Tappara-Ilves in de Nokia Arena, december 2021

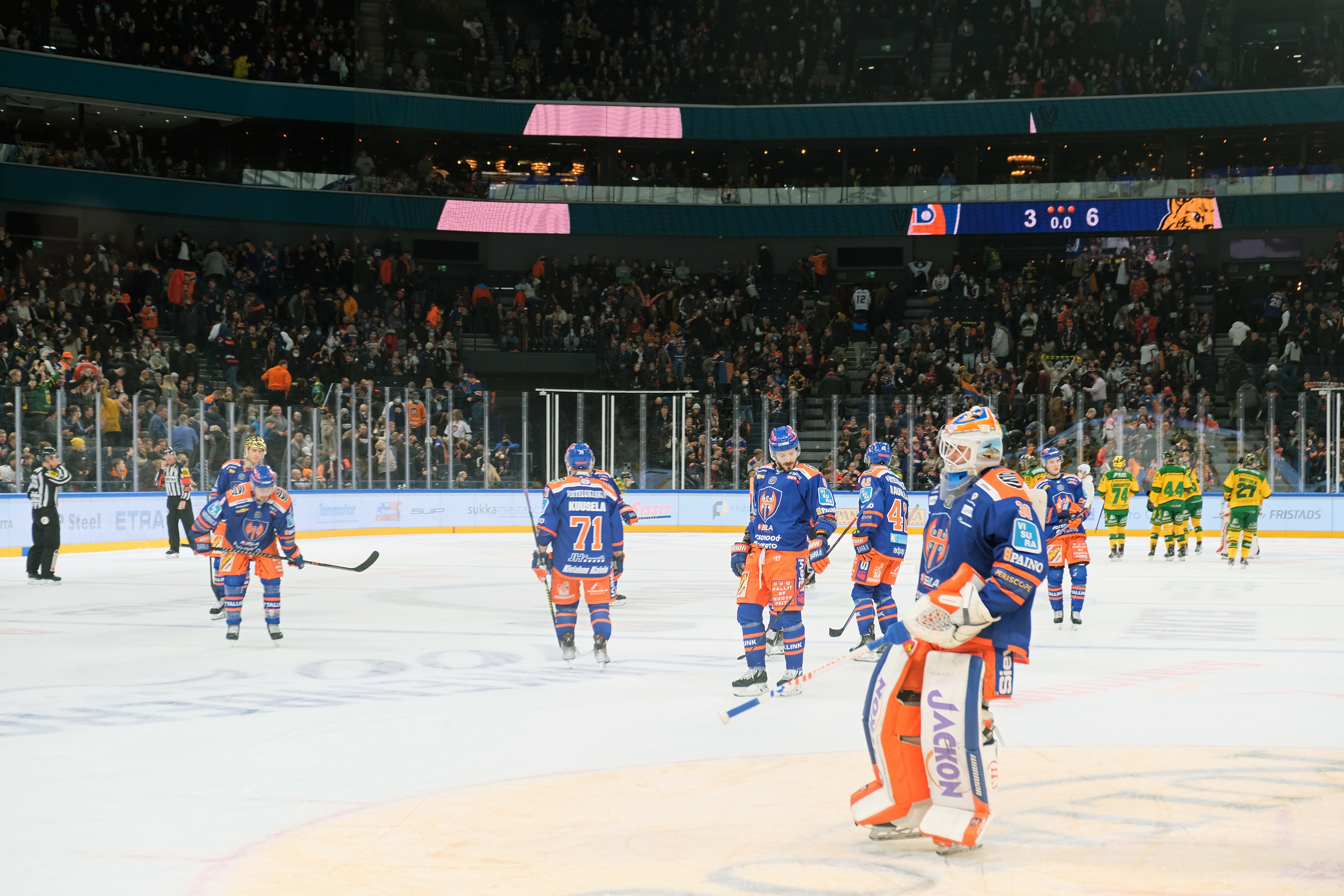
Nokia Arena, 2021

Tappara (Fins voor strijdbijl) is een Finse ijshockeyclub die uitkomt in de SM-liiga. De thuisbasis is de Nokia Arena in Tampere. Tappara won achttien keer de titel in de Finse competitie.

## Geschiedenis
De club die tegenwoordig bekendstaat als Tappara werd in 1932 opgericht als Tammerfors Bollklubb (TBK). In 1942-43 promoveerde het naar het (toenmalige) hoogste niveau, de SM-sarja. TBK won de Finse competitie drie jaar op rij in 1953 - 1955. In 1955 werd de naam van de club veranderd in Tappara, voornamelijk om ook Finssprekende spelers aan te trekken (Tammerfors is de Zweedse naam voor Tampere). De club bleef haar naam waardig door op 9 jaar opnieuw 3 titels (1959, 1961, en 1964) , 3 keer zilver (1958, 1960, en 1963) en 3 keer brons (1956, 1957, en 1962) te halen. Hierna bleef het succes van de club echter uit en degradeerde het zelfs in 1965. Vanaf het midden van de jaren 70 leefde Tappara weer op met 8 titels in 13 jaar (1975, 1977, 1979, 1982, 1984, 1986, 1987 en 1988). Na een minder succesvolle jaren negentig die gedomineerd werd door TPS and Jokerit, werd Tappara de meest succesvolle club in Finland met een succesvolle reeks vanaf 2000. Met tien finaleplaatsen gedurende 2000-2003, 2013-2018 en 2022 en vier kampioenshappen (2003, 2016, 2017, 2022) heeft het in totaal 18 Finse kampioenschappen.
Tappara speelt in de Nokia Arena in het centrum van Tampere, een indoor stadion met een capaciteit van ruim 15.000 toeschouwers.
Succesvolle oud-spelers van Tappara
Janne Ojanen (topscores aller tijden van de Finse Liiga met 283 goals and 516 assists, junioren wereldkampioen 1987, wereldkampioen 1995, 4× Fins kampioen met Tappara),
Kristian Kuusela (topscorer aller tijden in de play-offs van de Finse Liiga met 47 goals en 74 assists), wereldkampioen 2019, 4× Fins kampioen)
Patrik Laine (speler van de Columbus Blue Jackets, MVP van het ijshockey wereldkampioenschap in 2016, silveren medaille wereldkampioenschap, wereldkampioen junioren 2016, 1× Fins kampioen met Tappara, 36 doelpunten in debuutjaar NHL met Winnipeg Jets, 2e in verkiezing rookie van het jaar)
Alexander Barkov (speler van de Florida Panthers, winnaar van de Selke prijs als beste verdedigende aanvaller van de NHL in 2021)
Teppo Numminen (voormalige NHL speler met 1372 officiele NHL wedstrijden), 3× Fins kampioen met Tappara, Olympisch silver (1988) en brons (1998)
Timo Jutila (wereldkampioen in 1995 en captain van het Finse team, 5× Fins kampioen met Tappara)

## Spelers (2011)

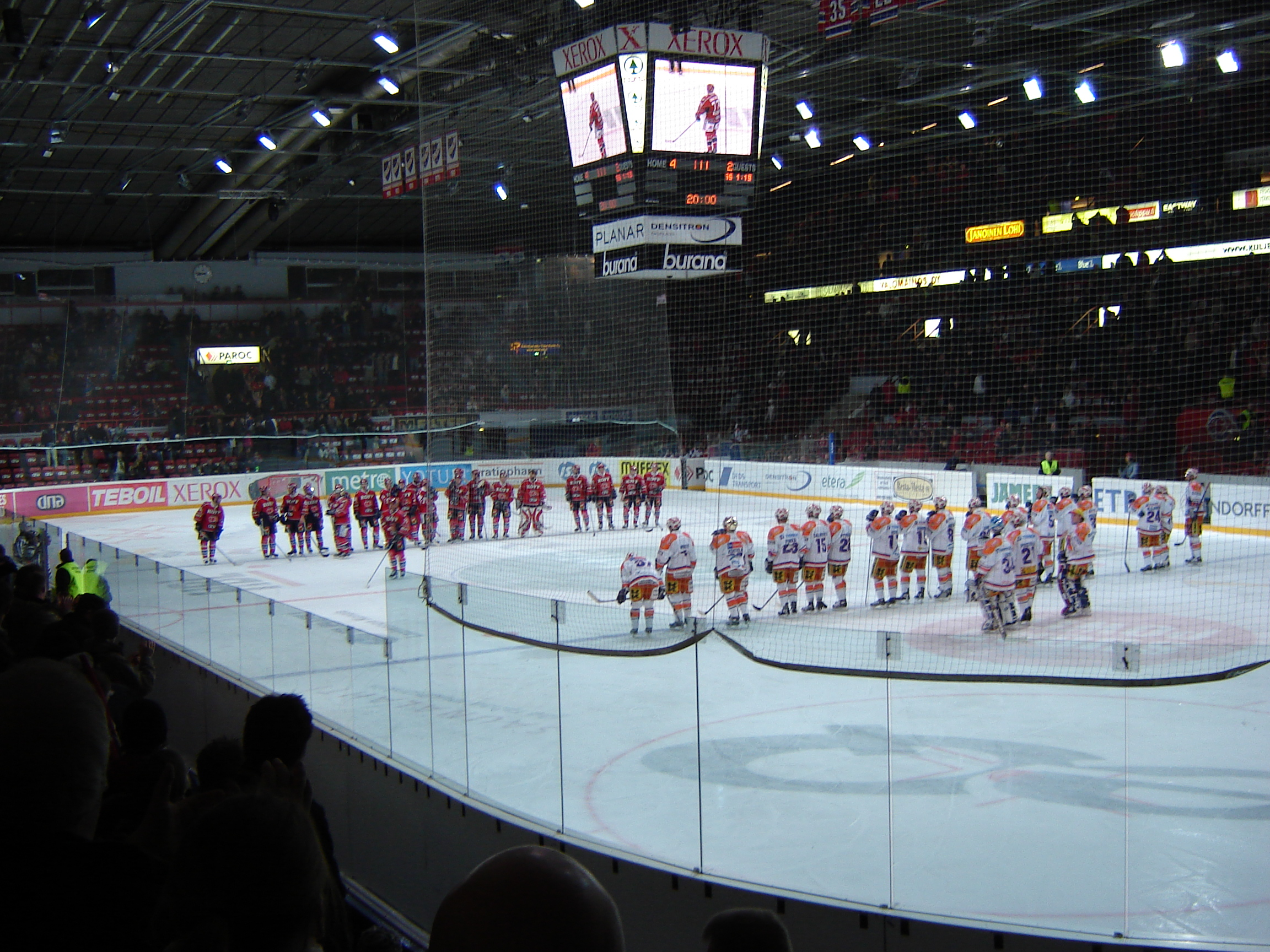
Line-up voor een wedstrijd tussen Tappara en HIFK

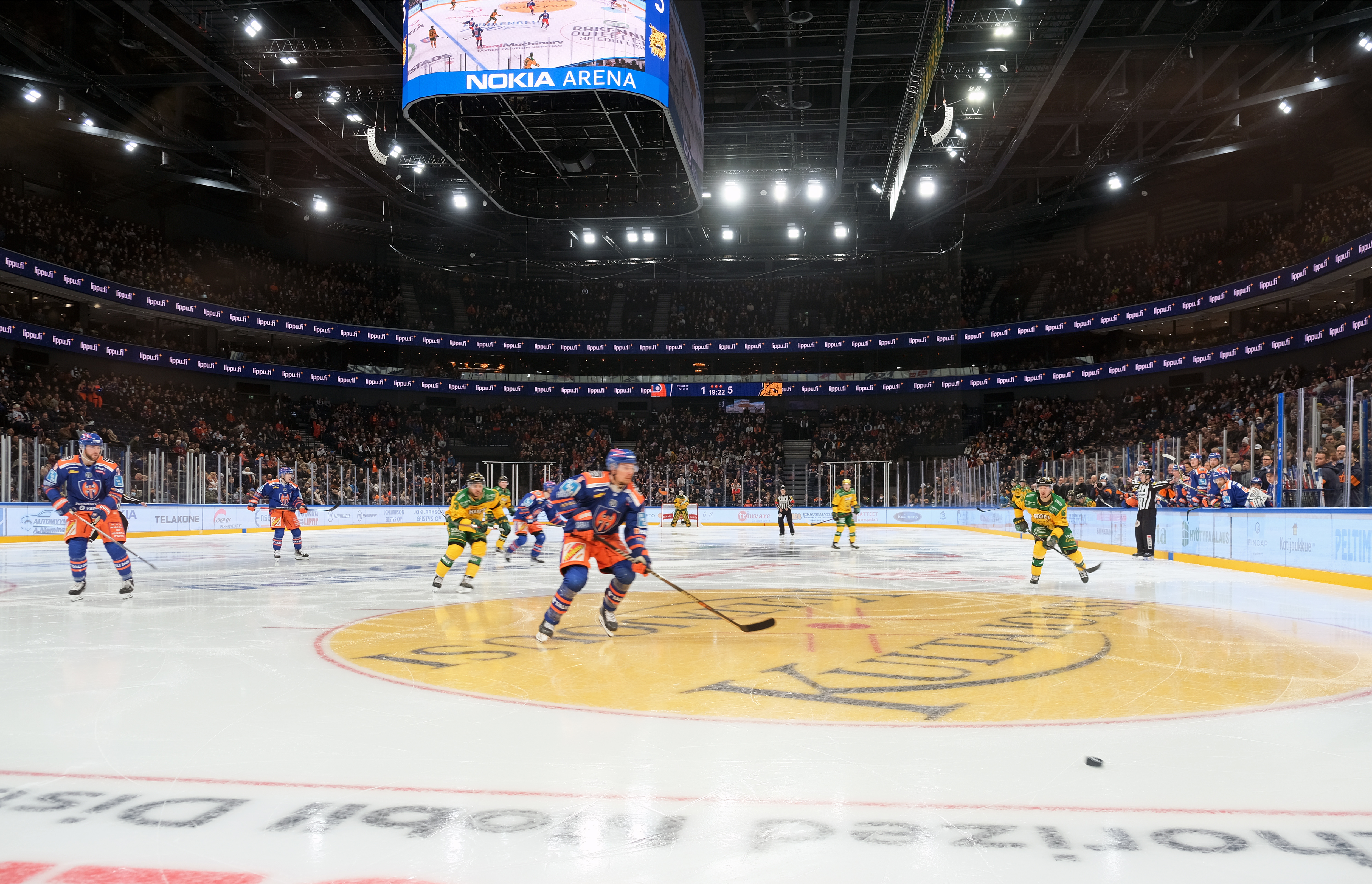
Wedstrijd tussen Ilves en Tappara

| Doelverdedigers | Doelverdedigers | Doelverdedigers | Doelverdedigers | Doelverdedigers | Doelverdedigers   | Doelverdedigers |
| Nummer          | Nationaliteit   | Speler          | Schiet met      | Contract tot    | Geboorteplaats    |                 |
| --------------- | --------------- | --------------- | --------------- | --------------- | ----------------- | --------------- |
| 29              | FIN             | Harri Säteri    | L               | 2011            | Toijala, Finland  |                 |
| 39              | FIN             | Jani Nieminen   | L               | 2011 (2013)     | Helsinki, Finland |                 |

| Verdedigers | Verdedigers   | Verdedigers       | Verdedigers | Verdedigers  | Verdedigers        | Verdedigers |
| Nummer      | Nationaliteit | Speler            | Schiet met  | Contract tot | Geboorteplaats     |             |
| ----------- | ------------- | ----------------- | ----------- | ------------ | ------------------ | ----------- |
| 6           | FIN           | Pekka Saravo      | L           | 2015         | Tampere, Finland   |             |
| 9           | FIN           | Juha Leimu        | L           | 2013         | Tampere, Finland   |             |
| 12          | FIN           | Atte Pentikäinen  | L           | 2011         | Juupajoki, Finland |             |
| 15          | FIN           | Jussi Halme       | L           | 2013         | Nokia, Finland     |             |
| 16          | FIN           | Jesse Turkulainen | L           | 2011 (2012)  | Stockholm, Zweden  |             |
| 18          | FIN           | Tuukka Mäntylä    | L           | 2019         | Tampere, Finland   |             |
| 26          | FIN           | Jani Honkanen     | L           | 2011         | Espoo, Finland     |             |
| 52          | FIN           | Lasse Korhonen    | R           | 2011         | Helsinki, Finland  |             |
| 77          | FIN           | Harri Ilvonen     | L           | 2011         | Rauma, Finland     |             |

| Aanvallers | Aanvallers    | Aanvallers        | Aanvallers | Aanvallers | Aanvallers   | Aanvallers          |
| Nummer     | Nationaliteit | Speler            | Schiet met | Positie    | Contract tot | Geboorteplaats      |
| ---------- | ------------- | ----------------- | ---------- | ---------- | ------------ | ------------------- |
| 11         | FIN           | Timo Koskela      | L          | LF         | 2011         | Tampere, Finland    |
| 14         | FIN           | Nestori Lähde     | L          | RF         | 2011         | Kangasala, Finland  |
| 17         | FIN           | Joonas Koskinen   | L          | M          | 2011 (2012)  | Ruovesi, Finland    |
| 19         | FIN           | Tuomas Vänttinen  | R          | M          | 2012         | Savonlinna, Finland |
| 22         | FIN           | Kim Strömberg     | L          | F          | 2011         | Helsinki, Finland   |
| 23         | FIN           | Joni Karjalainen  | L          | F          | 2012         | Helsinki, Finland   |
| 25         | CAN           | Kevin Doell       | R          | M          | 2011         | Saskatoon, Canada   |
| 27         | FIN           | Tomi Pekkala      | L          | F          | 2012 (2014)  | Liminka, Finland    |
| 34         | FIN           | Jouni Virpiö      | L          | F          | 2012         | Jyväskylä, Finland  |
| 42         | FIN           | Juuso Antonen     | L          | F          | 2011         | Tampere, Finland    |
| 64         | FIN           | Samu Vilkman      | L          | F          | 2011         | Hyvinkää, Finland   |
| 71         | FIN           | Antti Kangasniemi | L          | M          | 2012 (2013)  | Tampere, Finland    |
| 73         | FIN           | Niclas Lucenius   | L          | LF         | 2011 (2012)  | Turku, Finland      |
| 81         | FIN           | Jukka Peltola     | L          | LF         | 2012         | Tampere, Finland    |
| 88         | CAN           | Shayne Toporowski | R          | F          | 2011         | Paddockwood, Canada |